# مصطفى زيور
مصطفى زيور (1907م - 1990م)، عالم نفس مصري.
دكتور في الطب، أستاذ علم النفس بجامعة عين شمس، ورئيس قسم الدراسات النفسية والاجتماعية بجامعة عين شمس منذ إنشائه (إذ هو مؤسسه) حتى بلغ سن المعاش، رئيس عيادة الأمراض النفسية بكلية الطب بجامعة باريس، عضو المجمع الدولي للتحليل النفسي، وعضو المجمع العلمي المصري.

## حياته
ولد في أول سبتمبر من عام 1907 وحصل على درجة الليسانس في الفلسفة من كلية الآداب مع أول دفعة تتخرج من الجامعة المصرية عام 1929، وهي جامعة القاهرة الحالية، ثم سافر إلى فرنسا حيث حصل في عام 1930 على شهادة الفلسفة العامة والمنطق، وعلى شهادة العلوم الطبية والكيميائية والبيولوجية في عام 1938، وعلى دبلوم الدراسات العليا في علم النفس التجريبي في عام 1939، ثم حصل في عام 1941 على درجة الدكتوراه في الطب من جامعة ليون. ولقد كان تحوله إلى الدراسة العلمية في الطب من أجل أن يتيح له ذلك دراسة التحليل النفسي والتخصص فيه، كما كانت تشترط كثير من معاهد التحليل النفسي آنذاك. وبالفعل التحق زيور بمعهد التحليل النفسي بباريس، وقضى به نحو أربع سنوات حيث حصل على دبلوم التحليل النفسي وعلى زمالة جمعية باريس للتحليل النفسي، ثم زمالة الاتحاد الدولي للتحليل النفسي بعد ذلك، فكان بهذا أول محلل نفسي عربي يحصل على هذه الزمالة.

## حياته المهنية
مارس زيور التدريس منذ الأربعينيات في القرن الماضي، في جامعات مصر الثلاث الكبرى (جامعة فؤاد الأول، وجامعة فاروق الأول، وجامعة إبراهيم والتي تحولت مسمياتها إلى جامعة القاهرة، وجامعة الإسكندرية، وجامعة عين شمس حسب الترتيب). فدرَّس فيها مواد علم النفس العام، والتحليل النفسي، وعلم النفس المرضي، والطب النفسي، وعلم نفس الطفل؛ بكليات الآداب وكليات الطب.
وقع اختيار طه حسين على زيور في عام 1952 لينشئ ويرأس أول قسم لعلم النفس بكلية الآداب بجامعة عين شمس، (وكانت تسمى آنذاك بجامعة إبراهيم). وقام بإنشاء هذا القسم ووضع برامج القسم واختار مواد العلمية، وقد أصبح هذا القسم مثلاً يحتذى به في كثير من الجامعات المصرية والعربية فيما يتعلق بإنشاء أقسام علم النفس بها على غرار هذا القسم.
اشترك زيور مع يوسف مراد (أستاذ علم النفس آنذاك بكلية الآداب- جامعة فؤاد الأول) في إصدار مجلة علم النفس، والتي كانت تصدر ثلاث مرات في السنة، (منذ 1945 إلى 1953)، ولقد كانت هذه المجلة مثلاً طيباً للمجلات العلمية والملتزمة، حتى ذاع صيتها وأقبل على النشر فيها كبار العلماء من أنحاء العالم مثل سير بيرت وبول فريس وجون زدم وشارلز فالنتين وهوراس وهنري فالون. كما كانت مجلة الملخصات السيكولوجية Psychological Abstracts التي تصدرها جمعية علم النفس الأمريكية تتولى نشر ملخصات عما يصدر في مجلة علم النفس المصرية.
كما أنه أشرف على ترجمة ونشر أمهات كتب التحليل النفسي وذلك في سلسلة أشرف على إصدارها باسم المؤلفات الأساسية في التحليل النفسي، وكان يكتب تصديراً لكل منها هو في حد ذاته يعد إسهاماً علمياً جاداً وأصيلاً في موضوعه.

## المصدر
فرج عبد القادر طه: موسوعة علم النفس والتحليل النفسي.